# Guillaume IV de Hainaut
Pour les articles homonymes, voir Guillaume IV et Guillaume VI.
Guillaume de Wittelsbach, né le 5 avril 1365 et mort le 31 mai 1417 à Bouchain (actuel département du Nord), est de 1404 à 1417 duc de Bavière-Straubing sous le nom de Guillaume II, comte de Hainaut (Guillaume IV) et comte de Hollande et de Zélande (Guillaume VI).

## Biographie

### Origines familiales et formation
Fils d'Albert Ier (1336-1404, né à Munich), duc de Bavière-Straubing, comte de Hainaut, comte de Hollande et comte de Zélande, et de Marguerite de Brzeg, princesse polonaise, il porte du vivant de son père le titre de comte d'Ostrevant et est parfois appelé Guillaume d'Ostrevent.
Il se distingue dans sa jeunesse par son adresse au tournoi.

### Jeunesse
Au cours de la guerre de Cent Ans, il prend part à des combats contre les Anglais pour le compte du roi de France Charles V.
Il participe ensuite à une croisade balte de l'Ordre Teutonique. 
En 1386/87, Guillaume entreprit un voyage en Prusse.
Revenu aux Pays-Bas, il se rend en Angleterre où il brille dans les tournois et est admis dans l'Ordre de la Jarretière.
Guillaume s'oppose à son père dans les querelles des Hameçons et des Cabillauds, ce qui instaure un climat de rivalité entre père et fils.
Albert Ier étant devenu impopulaire à cause de ses relations avec des femmes nobles et de ses cruautés, sa maîtresse, Aleid van Poelgeest, est assassinée en 1392. Guillaume, soupçonné d'être lié aux conspirateurs, se réfugie à la cour de France ou d'Angleterre.
Cependant, ils se réconcilient en 1394 et Guillaume retrouvent ses droits.
Pour se faire pardonner, il offre d'aller en Frise venger la mort de son grand-oncle Guillaume II et reconquérir ce pays, ce qu'il réussit en 1402.
La même année, il subit un échec à Gorinchem (près de Rotterdam) face à Jean V d'Arkel.

### Après la mort de son père (1404)
Il succède à son père en 1404.
En raison du train de vie dispendieux qu'il avait dès son plus jeune âge, Guillaume s'était lourdement endetté et avait dû vendre ou mettre en gage plusieurs de ses domaines, terres et seigneuries à divers membres de la chevalerie. Cependant, son trésorier et intendant, le marchand d'Amsterdam Guillaume Eggert (nl), nommé en 1406, lui permit d'alléger ses dettes en peu de temps et fit en sorte que le comte puisse racheter ou reprendre toutes les terres et biens vendus et mis en gage. Cet intendant réussit même à faire du profit son employeur, si bien que Guillaume devint l'un des princes les plus riches et les plus puissants du Saint-Empire.
Il doit d'abord réprimer une révolte en Hainaut, conduite par les seigneurs d'Arkel. Ceux-ci, vaincus, vendent leurs terres au duc de Gueldre, mais Guillaume refuse cette vente et combat le duc de Gueldre pendant sept ans afin de récupérer les terres d'Arkel.
La cour ducale de La Haye a également donné une impulsion culturelle. Comme son père avant lui, Guillaume organisait des tournois de joutes et soutenait des hérauts tels que le fameux "Héraut de Bavière" Claes Heynen (nl).
Son frère Jean, prince-évêque de Liège, ayant été chassé de son trône épiscopal en 1402, il intervient après que, en 1408, les Liégeois ont attaqué Maastricht où Jean a trouvé asile auprès de l'ordre Teutonique. Guillaume livre bataille à Othée, près de Tongres, avec son beau-frère Jean sans Peur et son cousin Louis VII de Bavière, et écrase l'armée liégeoise, permettant le retour de Jean sur son trône. La « paix des vainqueurs » supprime toutes les libertés dont bénéficiait Liège jusque là.
En 1412, il accorda à Louis l'asile à Valenciennes après sa fuite de Paris.

### Intervention dans la guerre en France
Allié des Bourguignons, il intervient à leurs côtés contre les Armagnacs : son intervention est déterminante notamment pour apaiser le conflit entre les antagonistes, à la suite de l’assassinat du duc d’Orléans, par des sbires de Jean-Sans-Peur, le 23 novembre 1407.
À cet effet, il est chargé par le roi de France d’assurer, à la tête de 400 hommes d’armes et de 100 archers, la protection de chacune des délégations convoquées à Chartres pour le 28 février 1409, en vue de régler les contentieux dus à cet assassinat.
Le Hainaut est ravagé par les troupes qui s'affrontent à la bataille d'Azincourt (1415).

### Mort et succession
Il meurt de façon inattendue et prématurée, le 31 mai 1417, des suites d'une morsure de chien, laissant une héritière âgée de seulement seize ans, en butte aux intrigues et aux ambitions, notamment celles de son oncle Jean, encore évêque de Liège, mais pour peu de temps.
Il est inhumé à Valenciennes dans une tombe dans la chapelle d'Artois de l'église des Frères Mineurs.

## Mariages et descendance

### Projet de mariage avec Marie de Valois, fille deCharlesV(1373)
En 1373, il est fiancé avec promesse de mariage à Marie de Valois (1370–1377), âgée de seulement 3 ans, fille de Charles V, roi de France, et de Jeanne de Bourbon, promesse ratifiée par contrat de mariage en 1375.
Cependant, Marie meurt en 1377, avant que le couple ait atteint l’âge nubile.

### Mariage avec Marguerite de Bourgogne, fille de Philippe le Hardi (1385)
A l'âge de 20 ans, il épouse Marguerite de Bourgogne, fille de Philippe II le Hardi, duc de Bourgogne, et de Marguerite, comtesse de Flandre, et sœur de Jean sans Peur, duc de Bourgogne, lors des splendides doubles noces de Cambrai, le 12 avril 1385, tandis que sa sœur Marguerite épousa le fils et successeur de Philippe, Jean. De nombreux invités de toute l'Europe, s'étaient rendus au mariage. Parmi eux se trouvait le jeune roi Charles VI, qui épousa bientôt la cousine de Guillaume, Isabeau de Bavière.
De cette union, seule une fille est née :
- Jacqueline (1401-1436), comtesse de Hainaut, de Hollande et de Zélande, épouse de Jean de Touraine, dauphin de France, fils du roi Charles VI, mort prématurément en 1417.

Il a par ailleurs laissé plusieurs enfants illégitimes dont :
- Edouard de Hoogwoud (nl) (vers 1400-1458) seigneur de Hoogwoud, Aartswoud et bailli de Hollande
- Béatrice de Bavière (vers 1390/1400-1455), mariée à Jean de Woerden, seigneur de Vliet (vers 1390 - 3 août 1424).
- Jehan bâtard de Hainaut, marié à une Dame de Wargnies-le-Grand (Marie ?) décédé en 1423 ou 1424, inhumé en l'église de Wargnies-le-Grand (Nord France) Gisant restauré en 2017, classé MH 1907

## Ordre du Jardin Hollandais
Guillaume a fondé l'Ordre du Jardin Hollandais (en néerl. Orde van de Hollandse Tuin), probablement pour faire pendant à l'ordre de chevalerie de son père Albert. Cet ordre a existé de 1387 à 1418.

## Héraldique
Selon l'historien du XVIIIe siècle, Cornelis d'Alkemade (nl), la provenance de la pièce héraldique du jardin hollandais est un sceau émis en 1406 par Guillaume VI de Hainaut après le siège du château d'Hagestein (nl) pendant les guerres d'Arkel et symboliserait certains droits et libertés pour les citoyens. Cependant, il n'est pas certain que ce soit la bonne explication.

Armoiries de Gand.
Armoiries de Mont-Sainte-Gertrude.

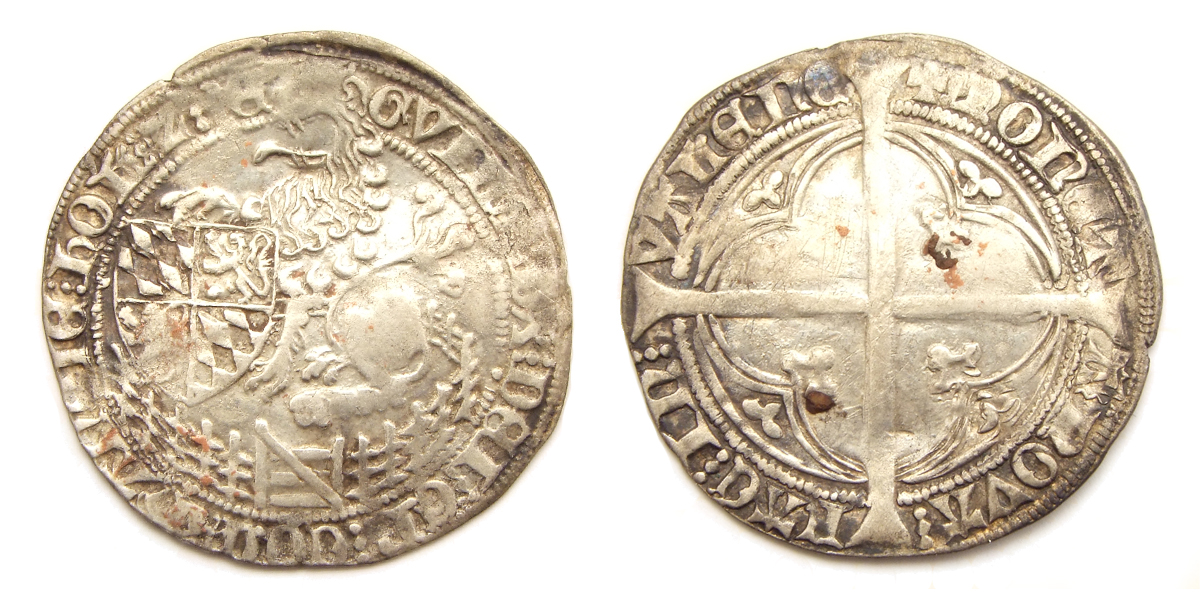
Hollande, double gros ou "Jardin" frappée à Valenciennes sous Guillaume de Hainaut sous le nom de Guillaume IV, comte de Hollande.